# Ocnophila auritus
Ocnophila auritus är en insektsart som först beskrevs av Rehn, J.A.G. 1905.  Ocnophila auritus ingår i släktet Ocnophila och familjen Diapheromeridae. Inga underarter finns listade i Catalogue of Life.